# Droga wojewódzka 515
Die Droga wojewódzka 515 (DW 515) ist eine polnische Woiwodschaftsstraße. Sie verbindet den Nordwesten der Woiwodschaft Ermland-Masuren mit dem Osten der Woiwodschaft Pommern und durchquert auf einer Länge von 51 Kilometern die Regionen des Powiat Iławski (Kreis Deutsch Eylau), des Powiat Sztumski (Kreis Stuhm) und des Powiat Malborski (Kreis Marienburg in Westpreußen). Dabei stellt die DW 515 eine Verbindung her von den Woiwodschaftsstraßen DW 517, DW 519, DW 520, DW 521 und DW 527 zu den Landesstraßen DK 22 (ehemalige deutsche Reichsstraße 1) und DK 55.
Zwischen Stary Dzierzgoń (Alt Christburg) und Susz (Rosenberg in Westpreußen) verläuft die DW 515 auf einem Abschnitt der ehemaligen deutschen Reichsstraße 144.

## Streckenverlauf
Woiwodschaft Ermland-Masuren
- Powiat Iławski (Kreis Deutsch Eylau):
  - Susz (Rosenberg in Westpreußen) (→ DW 521: Kwidzyn (Marienwerder in Westpreußen)–Prabuty (Riesenburg)–Iława (Deutsch Eylau))
  - Różnowo
  - Kamieniec (Finckenstein) (→ DW 520: Prabuty–Kamieniec)

Woiwodschaft Pommern
- Powiat Sztumski (Kreis Stuhm):
  - Białe Błoto (Kalkbruch)
  - Stary Dzierzgoń (Alt Christburg) (→ DW 519: Stary Dzierzgoń-Zalewo (Saalfeld)–Morąg (Mohrungen))
  - Zakręty (Sakrinten)
  - Stare Miasto (Altstadt)
  - Słonko
  - Dzierzgoń (Christburg) (→ DW 527: Dzierzgoń–Morąg (Mohrungen)–Olsztyn (Allenstein))
  - Polisky (Polixen)
  - Ramoty (Ramten)
  - Tropy Sztumskie (Troop) (→ DW 517: Sztum (Stuhm)–Tropy Sztumskie)
  - Jurkowice (Georgendorf)
  - Grzymała (Birkenfelde)

- Powiat Malborski (Kreis Marienburg in Westpreußen):
  - Nowa Wieś Malborska (Tessendorf)
  - Malbork (Marienburg in Westpreußen) (→ DK 22: Kostrzyn nad Odrą (Küstrin)/Deutschland–Grzechotki (Rehfeld)/Russland) und DK 55: Nowy Dwór Gdański (Tiegenhof)–Kwidzyn (Marienwerder in Westpreußen)–Grudziądz (Graudenz)–Stolno